# Ascuta ornata
Ascuta ornata är en spindelart som beskrevs av Forster 1956. Ascuta ornata ingår i släktet Ascuta och familjen Orsolobidae. Inga underarter finns listade i Catalogue of Life.